# Baetis Chaos
Il Baetis Chaos è una struttura geologica della superficie di Marte.